# 조선왕조의궤 (보물 제1901-5호)
조선왕조의궤(보물 제1901-5호)는 국립중앙도서관에서 소장하고 있다. 2016년 5월 3일 대한민국의 보물 제1901-5호로 지정되었다.

## 개요
〈조선왕조의궤〉는 태조 때 최초로 편찬하기 시작하여 일제강점기까지 계속되었다. 그러나 조선전기 의궤들은 임진왜란 때 대부분 소실되어 남아있지 않고 현재 남아있는 것은 모두 임진왜란 이후에 제작한 것이다.
〈조선왕조의궤〉는 제작 방식에 따라 필사본과 활자본으로 구분할 수 있고, 열람자에 따라 어람용(御覽用)과 분상용(分上用)으로 나누어진다. 
〈조선왕조의궤〉에 기록된 주요 행사는 왕실의 혼인을 비롯하여 왕과 왕세자의 책봉, 왕실의 장례, 제사, 궁중 잔치, 활쏘기, 태(胎)의 봉안, 국왕의 행차, 궁궐 건축, 친농(親農)⋅친잠(親蠶) 행사, 사신의 영접 등 국가나 왕실 행사 전반에 관한 것으로 행사의 과정을 날짜에 따라 기록한 각종 공문서를 비롯하여 업무의 분담, 담당자의 명단, 동원된 인원, 소요된 물품, 경비의 지출, 유공자 포상 등에 관한 것들이다. 그리고 필요에 따라 행사의 가장 중요한 행렬은 반차도(班次圖)를 통해 표현했다. 

## 목록
| 연번 | 서 명                            | 제작시기 | 권  | 책 | 관리번호      |
| ---- | -------------------------------- | -------- | --- | -- | ------------- |
| 1    | (조경단 준경묘 영경묘)영건청의궤 | 1901     | 1권 | 1  | 韓 古朝 71-5  |
| 2    | (조경단 준경묘 영경묘)영건청의궤 | 1901     | 2권 | 2  | 韓 古朝 29-95 |

## 참고 자료
- 조선왕조의궤 - 국가유산청 국가유산포털